# Стратегическая наступательная операция

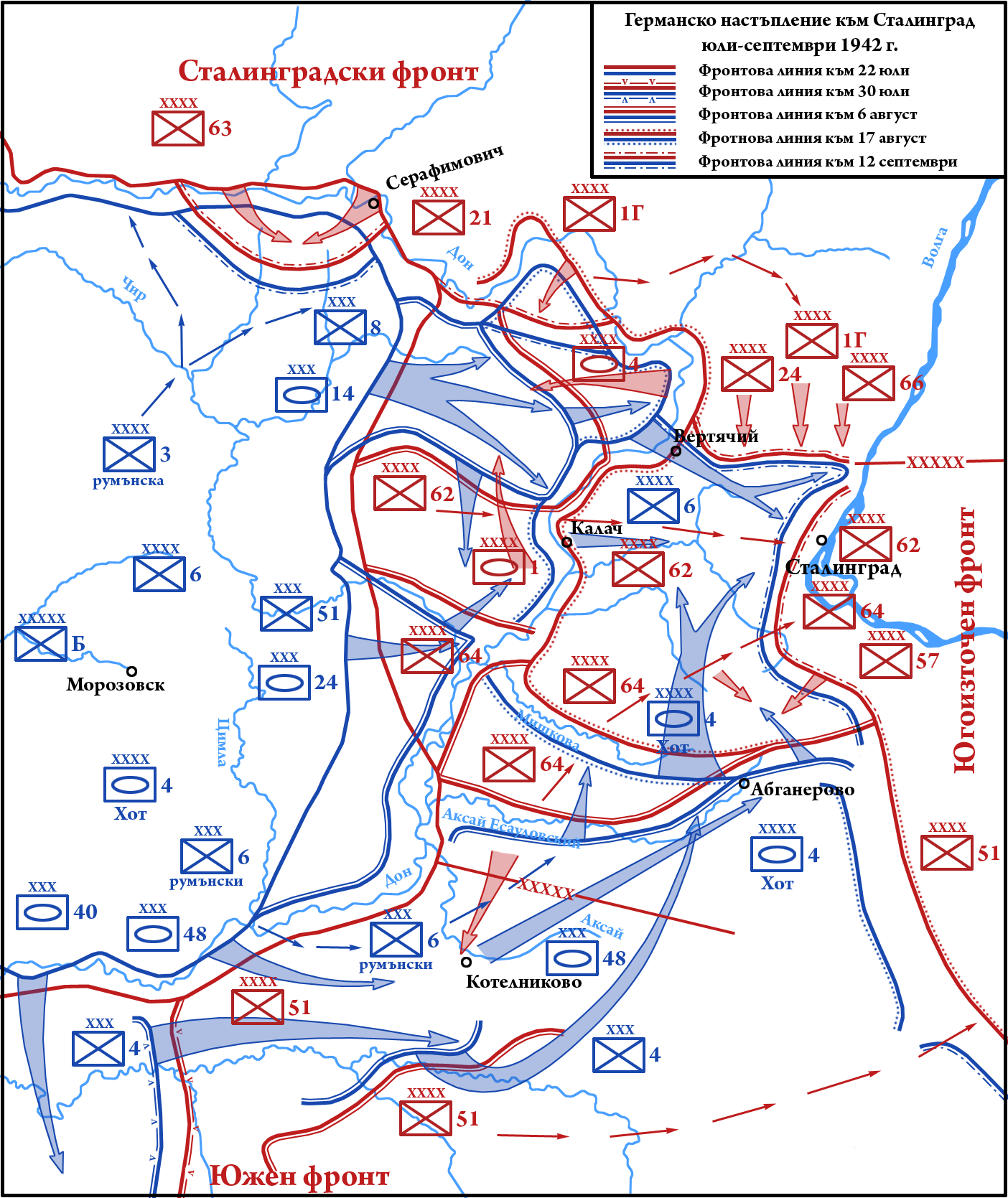
Наступление Вермахта на плане операции «Блау», 1942

Операция «Багратион» летом 1944 года

Стратегическая наступательная операция — военная операция, в общем виде представляющая собой совокупность согласованных и взаимосвязанных по цели, задачам, месту и времени одновременных и последовательных сражений, боевых и специальных действий, ударов, манёвров и действий войск (сил), проводимых по единому замыслу и плану путём наступления для достижения стратегической цели с целью разгрома сил противника и овладение определёнными районами местности на определённых стратегических направлениях.
Теория и практика стратегических наступательных операций начали складываться в годы Первой мировой войны (Восточно-Прусская операция, Галицийская битва, Брусиловский прорыв).
Дальнейшее развитие стратегические наступательные операции получили в годы Второй мировой войны. Эти операции, как правило, проводились силами групп фронтов (нескольких групп армий) во взаимодействии с авиацией дальнего действия, а на приморских направлениях — и военно-морскими силами.
Цели стратегических наступательных операции достигаются различными способами: окружением крупных группировок противника с последующим их уничтожением; рассечением стратегического фронта; дроблением стратегического фронта и уничтожением изолированных группировок по частям. Все эти способы во многих стратегических наступательных операциях сочетались. При выборе направлений главных ударов учитывалась вся совокупность политических, экономических и военных факторов. Так, например, в ходе Великой Отечественной войны (на Восточном фронте ВМВ) в первом периоде главные удары наносились по группировкам противника, которые угрожали жизненно важным центрам СССР (Москва, Ленинград, Кавказ). На завершающем этапе войны главные удары наносились на направлениях, которые кратчайшим путём выводили к экономическим и политическим центрам Германии.